# Predsednik Litve
Predsednik Republike Litve je najvišji politični položaj v Litvi. Predsednik je za mandat petih let neposredno izvoljen na volitvah. Izvoljen je lahko največ dvakrat.

## Seznam
| No | Slika               | Ime                        | Pričetek mandata  | Konec mandata     |
| -- | ------------------- | -------------------------- | ----------------- | ----------------- |
| -  |                     | Vytautas Landsbergis       | 11. marec 1990    | 25. november 1992 |
| 4  |                     | Algirdas Brazauskas (v d.) | 25. november 1992 | 25. februar 1993  |
| 4  | Algirdas Brazauskas | 25. februar 1993           | 25. februar 1998  |                   |
| 5  |                     | Valdas Adamkus             | 26. februar1998   | 26. februar 2003  |
| 6  |                     | Rolandas Paksas            | 25. februar 2003  | 6. april 2004     |
| -  |                     | Artūras Paulauskas         | 6. april 2004     | 12 July 2004      |
| 7  |                     | Valdas Adamkus             | 12. julij 2004    | 12. julij 2009    |
| 8  |                     | Dalia Grybauskaitė         | 12. julij 2009    | 12. julij 2019    |
| 9  |                     | Gitanas Nausėda            | 12. julij 2019    | danes             |